# Einsatzwechseltätigkeit
Einsatzwechseltätigkeit ist eine berufliche Auswärtstätigkeit, die dadurch gekennzeichnet ist, dass der Arbeitnehmer typischerweise an ständig wechselnden Tätigkeitsstätten eingesetzt wird. Das entscheidende Merkmal liegt darin, dass die konkrete Arbeitsleistung nicht an einer ortsfesten betrieblichen Einrichtung der ersten Tätigkeitsstätte, sondern außerhalb davon erbracht wird. Auch Arbeitnehmer, die überhaupt keine erste Tätigkeitsstätte haben, weil sie ausschließlich an ständig wechselnden Einsatzstellen eingesetzt sind, wie beispielsweise Bau- und Montagearbeiter, üben reisekostenrechtlich eine berufliche Auswärtstätigkeit aus.
Fahrtzeiten zur außerhalb des Betriebs gelegenen Einsatzstelle sind vergütungspflichtige Arbeitszeiten. Wenn der Arbeitnehmer seine Tätigkeit außerhalb des Betriebs zu erbringen hat, gehört das Fahren zur auswärtigen Arbeitsstelle zu den vertraglichen Hauptleistungspflichten und gehört damit zu den „versprochenen Diensten“ im Sinne des § 611 Abs. 1 BGB.
Der Arbeitgeber kann bei einer Einsatzwechseltätigkeit dem Arbeitnehmer dieselben Beträge steuerfrei erstatten, die der Arbeitnehmer als Werbungskosten geltend machen könnte.
Mit der Neufassung der Lohnsteuer-Richtlinien 2008 entfiel die Unterscheidung zwischen Dienstreise, Einsatzwechseltätigkeit und Fahrtätigkeit. Die unterschiedlichen Begriffe wurden unter der Bezeichnung beruflich veranlasste Auswärtstätigkeit zusammengefasst und vereinheitlicht. Seit dem 1. Januar 2014 ergeben sich die steuerlichen Reisekosten aus § 9 EStG, § 3 Nr. 13 EStG (öffentlicher Dienst) und § 3 Nr. 16 EStG (Privatwirtschaft) regeln den Umfang des steuerfreien Arbeitgeberersatzes. Ein BMF-Schreiben vom 25. November 2020 zur steuerlichen Behandlung der Reisekosten gibt Auslegungshinweise für die Besonderheiten der Arbeitnehmer mit Einsatzwechseltätigkeit.
Ob ein Leiharbeitnehmer einer ortsfesten betrieblichen Einrichtung der ersten Tätigkeitsstätte zugeordnet werden kann, wird gemäß § 9 Abs. 4 Satz 2 EStG durch die dienst- oder arbeitsrechtlichen Festlegungen sowie die diese ausfüllenden Absprachen und Weisungen bestimmt. Wird der Arbeitnehmer von seinem Arbeitgeber einer betrieblichen Einrichtung zugeordnet, weil er dort seine Arbeitsleistung erbringen soll, ist diese Zuordnung aufgrund der steuerrechtlichen Anknüpfung an das Dienst- oder Arbeitsrecht auch steuerrechtlich maßgebend.